# Булзешть
Булзешть, Булзешті (рум. Bulzești) — село у повіті Долж в Румунії. Адміністративний центр комуни Булзешть.
Село розташоване на відстані 174 км на захід від Бухареста, 23 км на північ від Крайови.

## Населення
За даними перепису населення 2002 року у селі проживали 244 особи, усі — румуни. Усі жителі села рідною мовою назвали румунську.

## Відомі уродженці
- Марін Сореску — румунський поет і драматург.